# Università di Salford
L'Università di Salford (nome ufficiale: University of Salford Manchester) è un'università pubblica britannica situata nella città di Salford, nel nord-ovest dell'Inghilterra, fondata nel 1967. Il campus principale dell'università, situato lungo le rive del fiume Irwell, si trova a circa 1,5 miglia dal centro di Manchester, nelle vicinanze della casa del fisico inglese James Joule. 
Le tasse universitarie nel Regno Unito sono più alte che in altre università europee, variando, nel caso dell'università di Salford, tra i 10 e i 20k all'anno.

## Storia
L'università esisteva originariamente nota come Royal Technical Institute (Salford), fondato nel 1896 dalla fusione del Salford Working Men's College (esistente dal 1858) e del Pendleton Mechanics Institute (fondato nel 1850). L'Istituto ottenne uno statuto reale e alla cerimonia di apertura partecipò il Duca di York, George Frederick Coburgo, che in seguito salì sul trono britannico come Giorgio V. Nel 1921, il suo nome fu cambiato in Royal Technical College, Salford. Come risultato della riforma dell'istruzione superiore, avviata dal governo britannico nel 1963, l'università ha ottenuto lo status di università. Dal 10 febbraio 1967 esiste con il suo nome attuale. Il primo rettore dell'università fu Filippo Mountbatten, duca di Edimburgo, marito della regina Elisabetta II. La qualità della ricerca e dei corsi rende l'Università di Salford è tra le migliori del Regno Unito.

## Lista dei Cancellieri
- SAR Filippo, duca di Edimburgo (1967–1991)
- Sarah, duchessa di York (1991–1995)
- Walter Bodmer (1995–2005)
- Martin Harris (2005–2009)
- Irene Khan (2009–2014)
- Jackie Kay (dal 2014)

## Organizzazione
- Facoltà di belle arti, media e scienze sociali
  - Scuola di arte e design
  - Scuola di inglese, sociologia, scienze politiche e storia moderna
  - Scuola di lingue straniere
  - Scuola di media e arti audiovisive
- Facoltà di finanze, giurisprudenza e urbanizzazione
  - Scuola di urbanizzazione
  - Scuola di economia
  - Scuola di diritto
- Dipartimento di sanità e assistenza sociale
  - Scuola di affari sociali, psicologia e sanità pubblica
  - Scuola di salute, sport e riabilitazione
  - Scuola di infermieristica e ostetricia
- Facoltà di scienze, ingegneria e ambiente naturale
  - Scuola di informatica, scienza e ingegneria
  - Scuola di ambiente e scienze della vita

## Alunni famosi
- Ben Kingsley – attore cinematografico e teatrale
- Christopher Eccleston – attore cinematografico e teatrale
- Jim Sturgess – attore televisivo e cinematografico
- Robert Lomas – scrittore